# Bearcreek (Montana)
Bearcreek – miasto w Stanach Zjednoczonych, w stanie Montana, w hrabstwie Carbon.